# Тримайся за хмари
«Тримайся за хмари» (угор. «Kapaszkodj a fellegekbe!») — радянсько-угорський двосерійний художній фільм 1971 року.

## Сюжет
Дія відбувається у 1919 році. Колишньому особистому пілоту російського імператора Миколи капітану Володимиру Севастьянову (Гунарс Цилінскіс) доручають літаком доставити в Будапешт, де відбулася революція і була встановлена Радянська республіка, якогось професора Перцеля (Іван Дарваш). Перцель повинен почати ліквідацію неписьменності. По дорозі літак кілька разів падає, сідає, а герої потрапляють то до червоних, то до білих, які хочуть їх розстріляти або повісити. Щоразу дивом рятуючись, герої добираються до Будапешта, де дізнаються, що Радянська республіка впала, а країна окупована військами Антанти. Тоді герої фільму вирішують хоча б вивезти з країни своїх соратників. Рятуючись від переслідувачів, вони підривають міст, однак замість вибуху виходить грандіозний феєрверк, яким і закінчується фільм.

## У ролях
- Іван Дарваш —  Янош Перцель, референт  (озвучив  Анатолій Кузнєцов)
- Гунарс Цилінскіс —  Володимир Севастьянов, колишній царський пілот  (озвучив В'ячеслав Тихонов)
- Ласло Меншарош —  Бенце Рокателлі
- Світлана Світлична —  Міллі Вімерфорд
- Михайло Кононов —  Соколов (Діма і Костя)
- Андрій Миронов —  Тукман, білий генерал
- Іштван Буйтор —  Жига
- Галина Польських —  Маруся
- Ілона Медвецьки —  Франциска
- Ференц Каллаї —  шеф поліції
- Олексій Кожевников —  білий офіцер
- Василь Шукшин —  льотчик
- Сергій Никоненко —  епізод в штабі
- Микита Михалков —  співробітник НК
- Яків Бєлєнький —  репортер
- Савелій Крамаров — слуга з парасолькою
- Микола Скоробогатов — старий на базарі
- Георгій Мілляр —  Берізка, торговець алкогольними напоями на базарі
- Михайло Боярський —  конвоїр

## Знімальна група
- Режисери: Петер Сас,  Борис Григор'єв
- Сценарій: Петер Сас,  Михайло Аверін
- Оператори: Ференц Сеченьї,  Валерій Гінзбург
- Художники: Ігор Бахметьєв,  Петро Пашкевич, Тівадар Берталан
- Композитор: Сабольч Феньєш